# Faded (chanson d'Alan Walker)
Pour les articles homonymes, voir Faded.
Singles de Alan Walker
Force
(2015) Sing Me to Sleep
(2016)

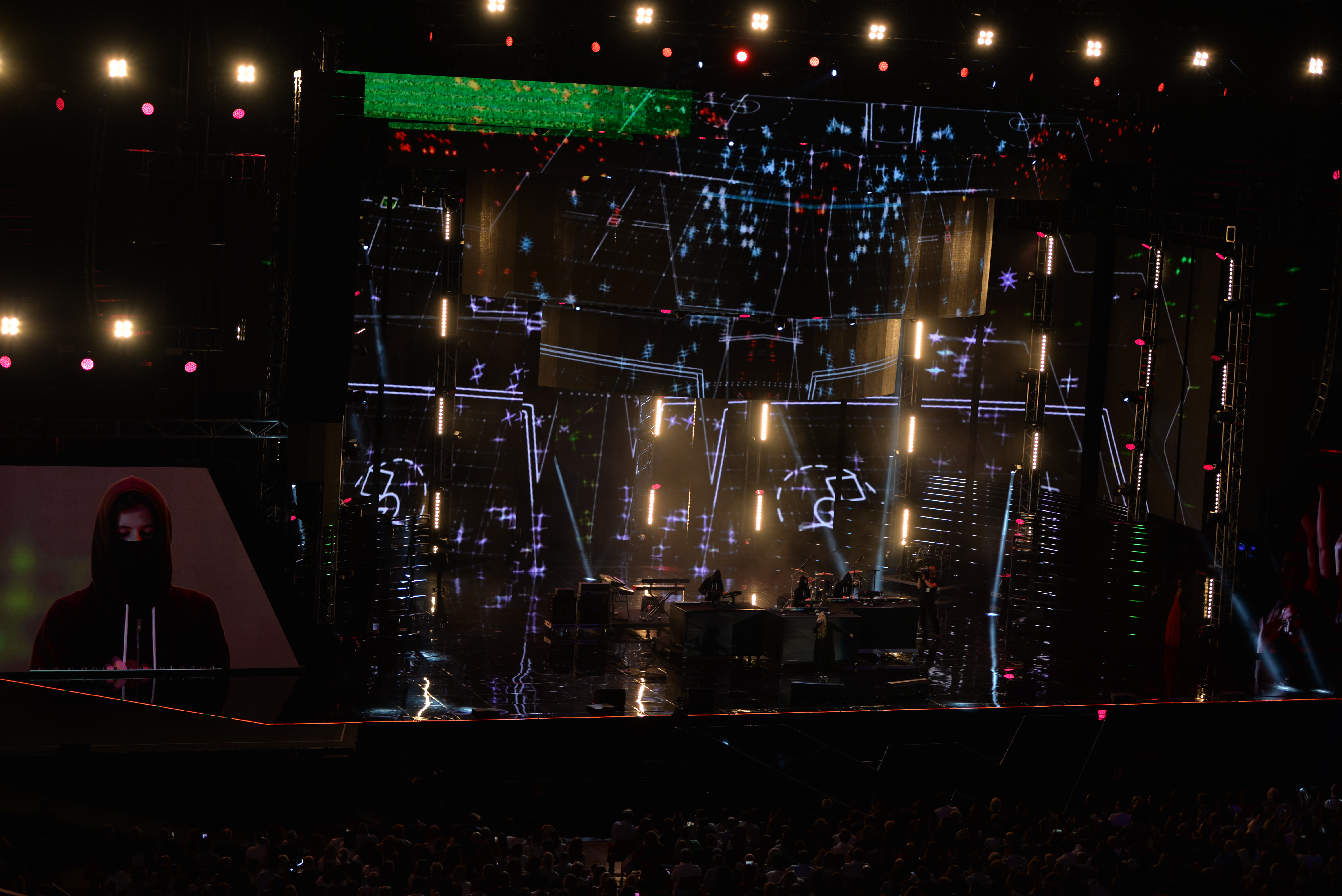

Faded est un single du DJ britannico-norvégien Alan Walker, sorti le 4 décembre 2015. Ce titre remporte un grand succès dans de nombreux pays, où il se place en tête des ventes, ainsi que sur YouTube où il atteint plus de 3 milliards de vues. Le clip a été tourné à la carrière de Rummu.
Il s'agit de la version « vocale » du titre d'abord sorti en instrumental sous le titre Fade, interprété par Iselin Solheim. En anglais, faded vient du verbe to fade qui signifie « s’évanouir » (au sens d’un objet ou d’une personne qui disparaîtrait progressivement). Dans le texte il y a aussi la mention d'Atlentis, Atlantis, under the sea, under the sea (Atlantide, sous la mer, sous la mer), qui est une île mythique évoquée par Platon et qui fut engloutie dans la mer et disparut. Elle a été composée en mi bémol mineur.
En 2018, la chanson a servi de thème final pour le film Laplace's Witch réalisé par Takashi Miike. On la retrouve également dans la bande originale du film Rien à foutre réalisé par Emmanuel Marre et Julie Lecoustre.

## Classements hebdomadaires
| Classement (2016)                       | Meilleure position |
| --------------------------------------- | ------------------ |
| Allemagne (Media Control AG)            | 1                  |
| Australie (ARIA)                        | 2                  |
| Autriche (Ö3 Austria Top 40)            | 1                  |
| Belgique (Flandre Ultratop 50 Singles)  | 2                  |
| Belgique (Wallonie Ultratop 50 Singles) | 1                  |
| Danemark (Tracklisten)                  | 3                  |
| Espagne (PROMUSICAE)                    | 1                  |
| États-Unis (Billboard Hot 100)          | 80                 |
| Finlande (Suomen virallinen lista)      | 1                  |
| France (SNEP)                           | 1                  |
| France (SNEP Radio)                     | 1                  |
| Irlande (IRMA)                          | 6                  |
| Italie (FIMI)                           | 1                  |
| Norvège (VG-lista)                      | 1                  |
| Nouvelle-Zélande (RMNZ)                 | 2                  |
| Pays-Bas (Nederlandse Top 40)           | 2                  |
| Royaume-Uni (UK Singles Chart)          | 7                  |
| Suède (Sverigetopplistan)               | 1                  |
| Suisse (Schweizer Hitparade)            | 1                  |

## Certification
| Région                                                                                                 | Certification | Ventes/Streams |
| --- | ------------- | -------------- |
| Belgique (BEA)                                                                                         | 2 × Platine   | 40 000*        |
| *Ventes selon la certification ^Mise en rayon selon la certification xNon précisé par la certification |               |                |